# ان‌جی‌سی ۲۲۲
ان‌جی‌سی ۲۲۲ (انگلیسی: NGC 222) یک خوشه باز است که تقریباً در فاصله ۲۱۰۰۰۰ سال نوری از خورشید در ابر ماژلانی کوچک و در صورت فلکی توکان قرار دارد. این خوشه در ۱ اوت ۱۸۲۶ توسط جیمز دانلوپ کشف شد.